# Campylopterus
Campylopterus là một chi chim trong họ Chim ruồi.

## Hình ảnh

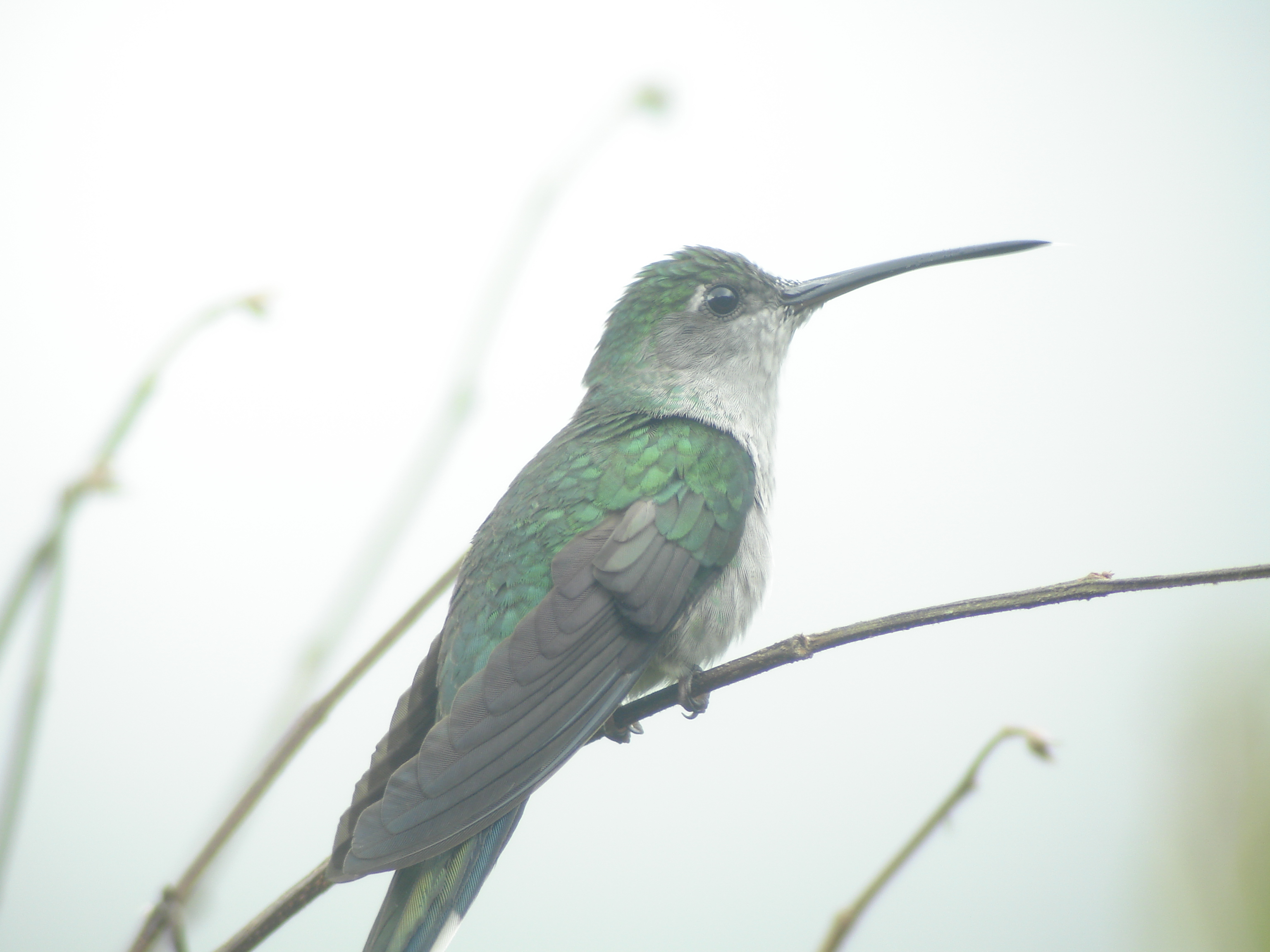
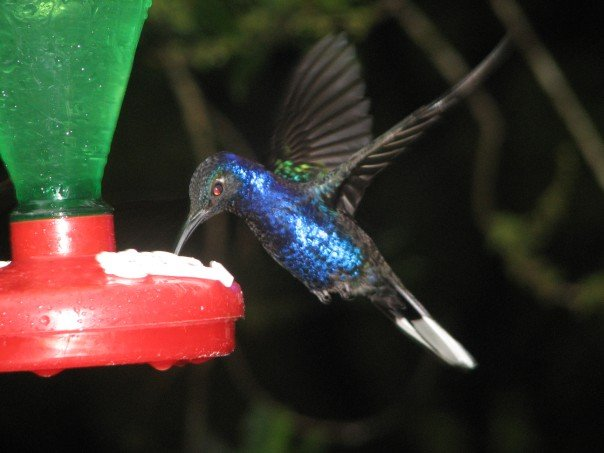
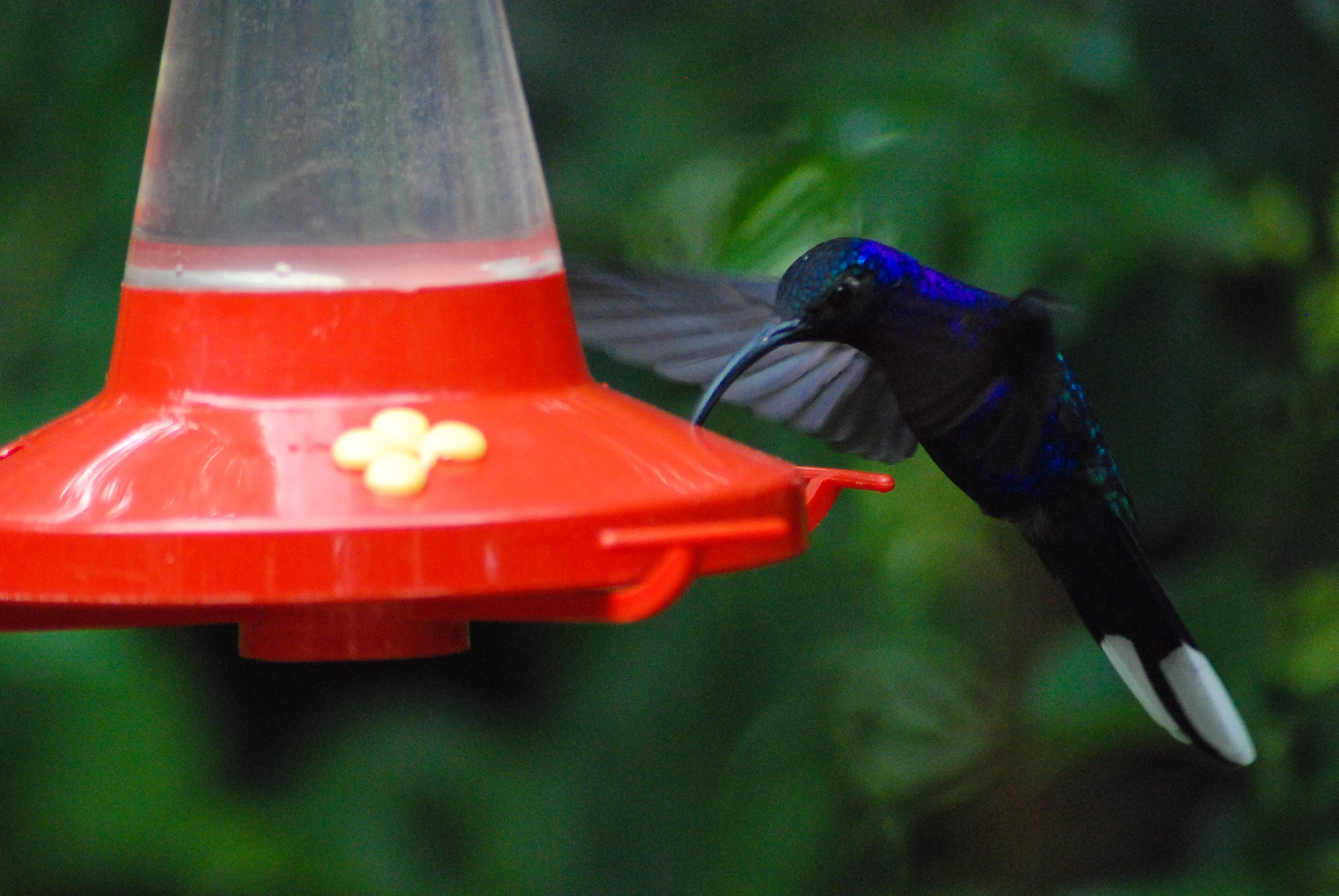
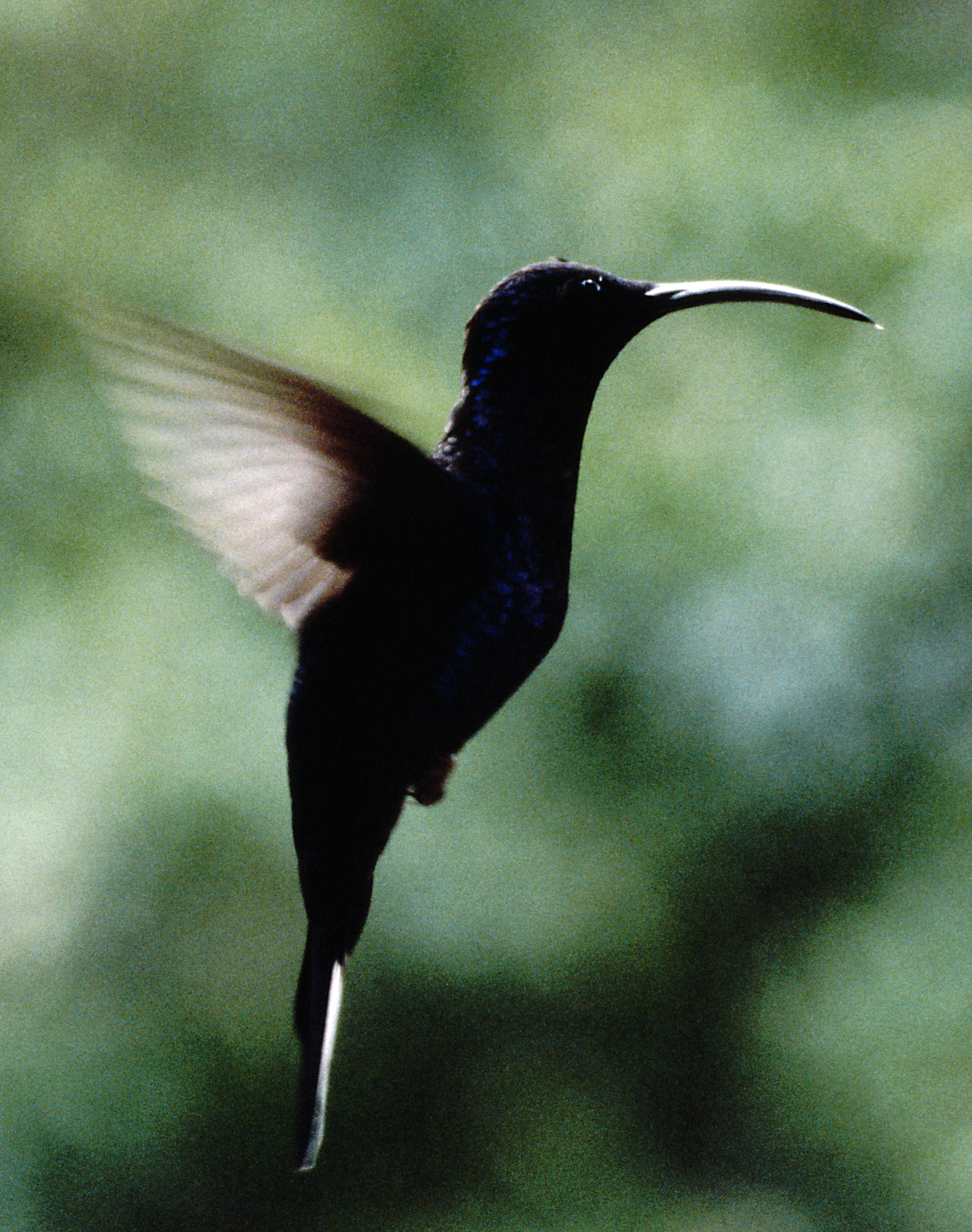
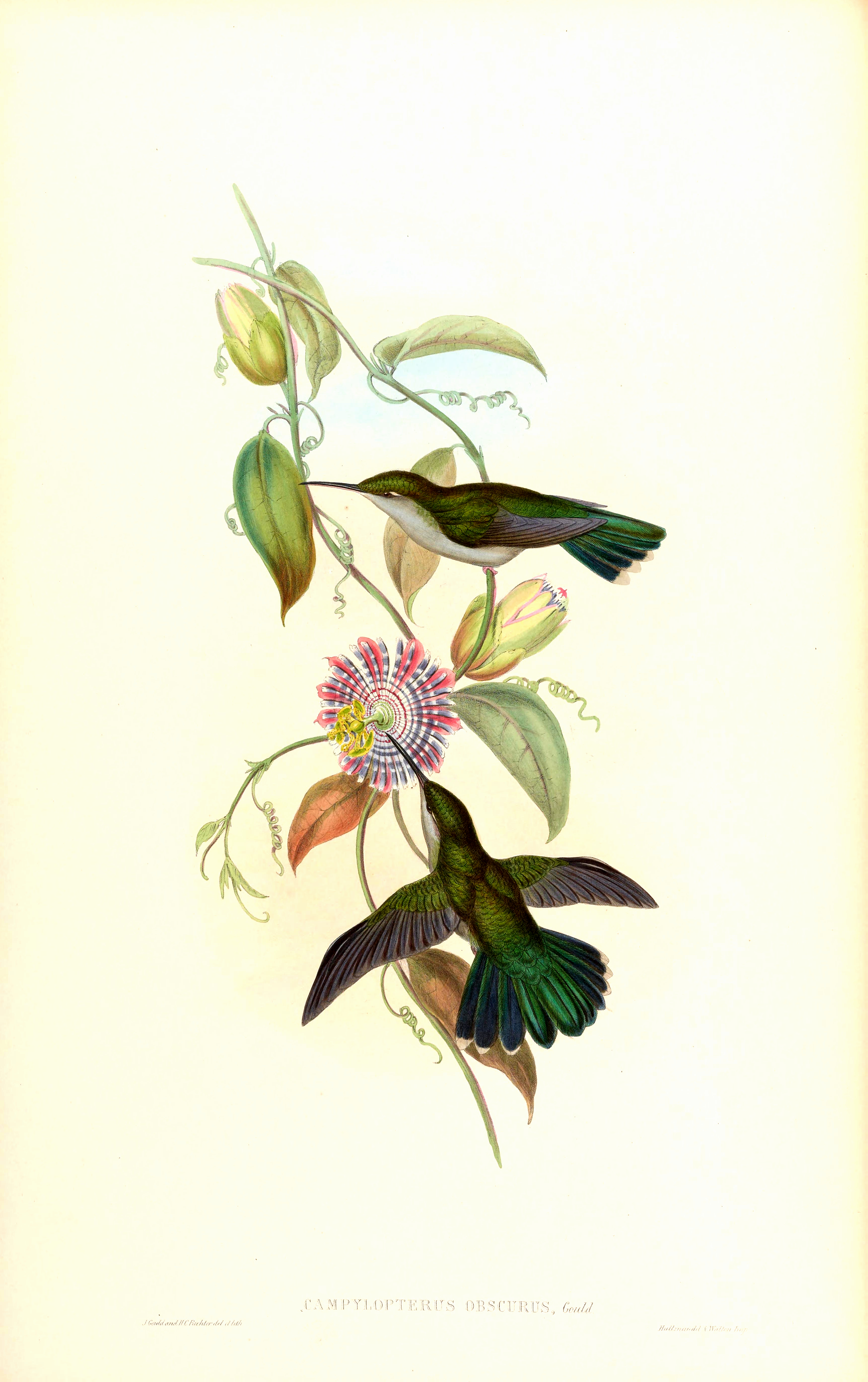
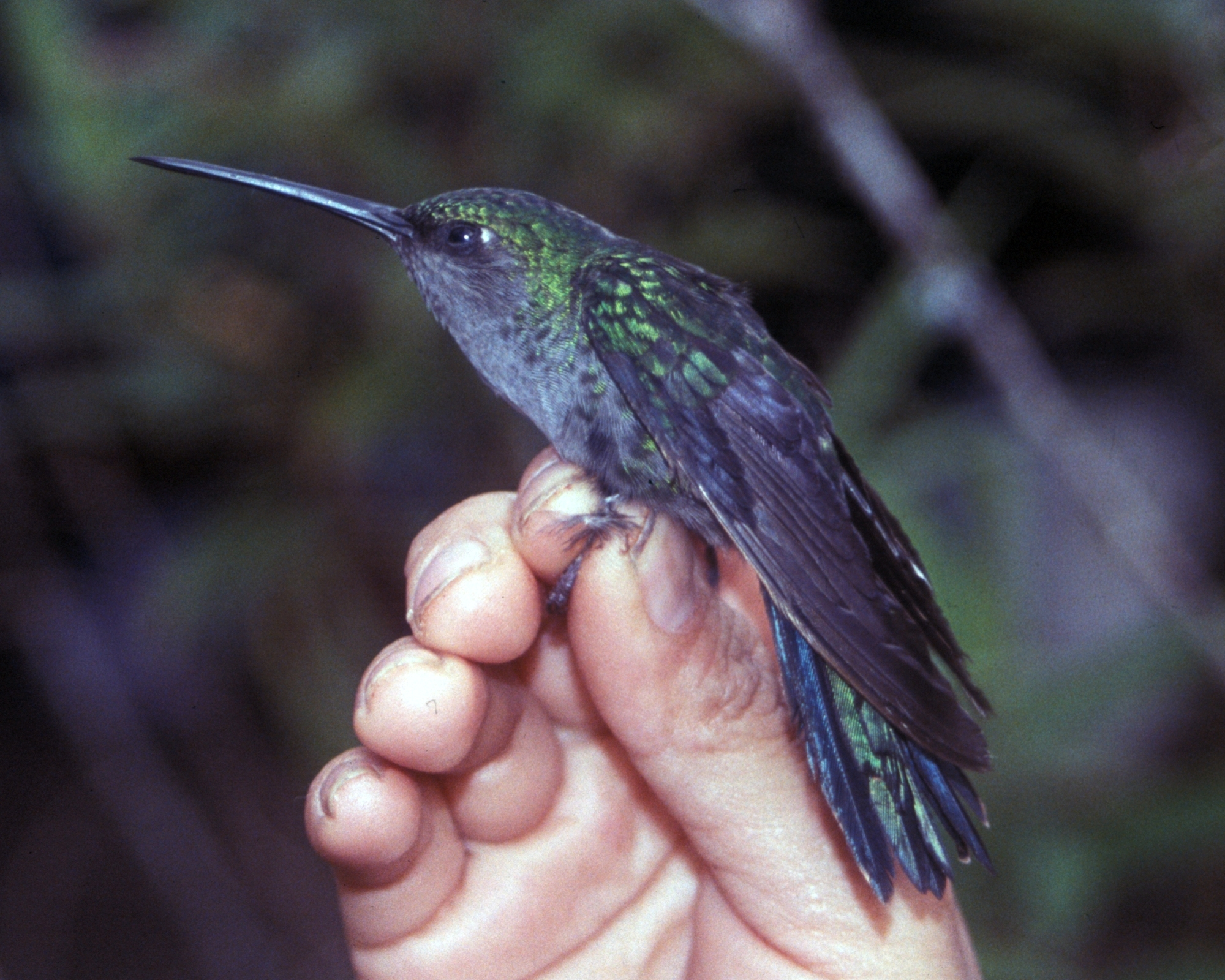

## Các loài
Chi này có 10 loài được ghi nhận:
| Image | Name                         | Common name | Distribution                                                                      |
| ----- | ---------------------------- | ----------- | --------------------------------------------------------------------------------- |
|       | Campylopterus largipennis    |             | Bahia and Minas Gerais in eastern Brazil                                          |
|       | Campylopterus diamantinensis |             | Brazil                                                                            |
|       | Campylopterus calcirupicola  |             | Brazil                                                                            |
|       | Campylopterus hyperythrus    |             | Brazil, Guyana, and Venezuela                                                     |
|       | Campylopterus ensipennis     |             | northeastern Venezuela and Tobago                                                 |
|       | Campylopterus falcatus       |             | Colombia, Ecuador, and Venezuela                                                  |
|       | Campylopterus phainopeplus   |             | Colombia                                                                          |
|       | Campylopterus hemileucurus   |             | southern Mexico and Central America as far south as Costa Rica and western Panama |
|       | Campylopterus duidae         |             | Brazil and Venezuela                                                              |
|       | Campylopterus villaviscensio |             | Colombia, Ecuador, and Peru                                                       |